# Sonja Bernadotte
Sonja Anita Maria Bernadotte, comtessa de Wisborg (nascuda Haunz ; 7 de maig de 1944 – 21 d'octubre de 2008) va ser vídua del comte Lennart Bernadotte, net del rei suec Gustaf V a través del seu pare, el príncep Wilhelm, el segon fill del rei.

## Biografia
Va gestionar la finca de Mainau al llac de Constança, al sud d'Alemanya, que el seu difunt marit va comprar el 1951 al seu pare. La finca de Mainau serveix com a principal atracció turística del llac de Constança, amb elaborats jardins florals, una casa de papallones i unes vistes atractives del llac. Bernadotte es va convertir en la segona esposa del comte el 1972.
Després de la mort del comte el 2004, Sonja Bernadotte es va convertir en la cap de la fundació que organitza les reunions del premi Nobel a Lindau, una conferència científica que se celebra anualment a Lindau, que convida els guanyadors del premi Nobel a interactuar amb joves investigadors de tot el món.

## Matrimoni i família
El 1969, Sonja va conèixer el seu futur marit el comte Lennart Bernadotte de Wisborg mentre treballava com el seu ajudant personal. Lennart tenia trenta-cinc anys més que Sonja, fins al dia mateix; els seus aniversaris només estaven separats un dia. Lennart estava casat i era pare de quatre fills adults. Es va divorciar de la seva dona durant gairebé quaranta anys, amb qui les seves relacions havien estat desiguals durant alguns anys, per casar-se amb Sonja.
El casament del comte Lennart i la comtessa Sonja va tenir lloc el 29 d'abril de 1972. La parella va tenir cinc fills junts:
- La comtessa Bettina Bernadotte de Wisborg; nascut el 12 de març de 1974 a Scherzingen, Suïssa. El 29 d'octubre de 2004 es va casar amb Philipp Haug i tenen tres fills.
- El comte Björn Bernadotte de Wisborg; nascut el 13 de juny de 1975 a Scherzingen, Suïssa.
- La comtessa Catharina Bernadotte de Wisborg; nascut l'11 d'abril de 1977 a Scherzingen, Suïssa. El 30 de gener de 2007, la comtessa Catharina es va casar amb Romauld Ruffing en una cerimònia civil i religiosament el 7 de juliol de 2007.
- El comte Christian Bernadotte de Wisborg; nascut el 24 de maig de 1979 a Scherzingen, Suïssa.[cal citació]
- La comtessa Diana Bernadotte de Wisborg; nascut el 18 d'abril de 1982 a Scherzingen, Suïssa. El 27 de setembre de 2003 es va casar amb Bernd Grawe i tenen una filla. Es van divorciar el 2007. El 13 de gener de 2017 es va casar amb Stefan Dedek.

## Mort
Sonja Bernadotte va morir de càncer de mama a Freiburg im Breisgau, Alemanya, als 64 anys.